# Dandenahalli, Magadi
Dandenahalli là một làng thuộc tehsil Magadi, huyện Ramanagara, bang Karnataka, Ấn Độ.